# توپ داردانل (اسلحه)
توپ داردانل یا توپ بزرگ ترکی (Great Turkish Bombard) همچنین با نام باسیلیکا (ترکی: Şahi topu یا  Şahi) نیز شناخته می‌شود، توپی جنگی برای محاصره قرن پانزدهمی بود، به ویژه برای یک بمباران فوق‌العاده بزرگ، که در عملیات دردانل در سال ۱۸۰۷ بکار برده شد. این سلاح در سال ۱۴۶۴ توسط مهندس ارتش امپراتوری عثمانی (منیر علی) ساخته شد و الگو برداری آن از بمب اوربان که توسط محاصره‌کنندگان عثمانی قسطنطنیه در سال ۱۴۵۳ به کارگیری شد، بوده است. در سال ۱۸۶۶، سلطان عبدالعزیز (امپراتور عثمانی) به مناسبت یک سفر دولتی، اسلحه دردانل را به عنوان هدیه به ملکه ویکتوریا (ملکه بریتانیا) داد. این توپ بخشی از مجموعه سلطنتی شد و در برج لندن برای بازدیدکنندگان نمایش داده شد و بعداً به پورتسموث و به استحکامات فورت نلسون همپشایر منتقل شد.

## تاریخ
اسلحه دردانل در سال ۱۴۶۴ توسط مونیر علی با وزن ۱۶٫۸ تن و طول ۵٫۱۸ متر (۱۷٫۰ فوت) به برنز ریخته شد و قادر به شلیک گلوله‌های سنگی تا قطر ۶۳ سانتی‌متر بود. محفظه پودر و بشکه از طریق مکانیزم پیچ به یکدیگر متصل می‌شدند و این امکان حمل و نقل راحت تر دستگاه را فراهم می‌کرد.
چنین توپهایی با ابعاد بسیار بزرگ از ابتدای قرن پانزدهم در جنگهای امپراتوری عثمانی و در محاصره اروپای غربی مورد استفاده قرار گرفته است. طبق گفته پل همر و گابور آگوستون، این فناوری می‌توانست از کشورهای اسلامی دیگر که قبلاً از توپ استفاده کرده بودند، شروع شده باشد.
در فتح قسطنطنیه در سال ۱۴۵۳ ، عثمانی‌ها تعداد زیادی توپ را به کار گرفتند. آنها در کارخانه‌های ریخته‌گری ساخته شدند که بنیانگذاران و تکنسین‌های توپ ترک، به ویژه ساروکا، علاوه بر حداقل یک بنیانگذار توپ خارجی، اوربان، را به کار گرفتند. بیشتر توپهای در عملیات محاصره، توسط مهندسان ترک ساخته شده بود، از جمله یک بمب‌انداز بزرگ توسط ساروکا، در حالی که یک توپ توسط اوربان ساخته شده است که او نیز در یک بمباران بزرگ سهیم بوده. اوربان قبل از به کارگیری در ارتش عثمانی، در براسو، پادشاهی مجارستان بود، فرض بر این است که قطعه منیر علی، رئوس مطالب بمب‌افکن‌های بزرگی را که در محاصره قسطنطنیه استفاده شده بود، را دنبال کرده است.
همراه با سایر توپهای عظیم، بیش از ۳۴۰ سال بعد، در سال ۱۸۰۷، هنگامی که یک نیروی دریایی سلطنتی بریتانیا در داردانل ظاهر شد، و عملیات داردانل را آغاز کرد، اسلحه دردانل نیز در اترش عثمانی برای انجام وظیفه حضور داشت. نیروهای ترک آثار باستانی را با موتور و گلوله پر کردند و سپس آنها را به سمت کشتی‌های انگلیسی شلیک کردند. اسکادران انگلیس از این بمباران ۲۸ کشته متحمل شد.